# Ramię Lodowego
Ramię Lodowego (słow. Ľadová priehyba, niem. Eistaler Hochjoch, węg. Jég-völgyi-nyereg) – płytka przełęcz położona na wysokości ok. 2500 m n.p.m. w słowackich Tatrach Wysokich. Znajduje się w masywie Lodowego Szczytu, w grani głównej Tatr Wysokich. Oddziela Lodowy Zwornik od głównego wierzchołka Lodowego Szczytu. Nie prowadzą na nią żadne znakowane szlaki turystyczne. Przez Ramię Lodowego prowadzi jedna z najłatwiejszych dróg na Lodowy Szczyt od strony Doliny Pięciu Stawów Spiskich – przez tzw. Lodowego Konia.
Niegdyś nazwą Ramię Lodowego określano Lodowy Zwornik, Lodową Przełęcz lub Lodową Kopę.

## Historia
Pierwsze wejścia turystyczne:
- Józef Stolarczyk, Wojciech Gąsienica Kościelny, Wojciech Ślimak, Szymon Tatar (starszy) i Jędrzej Wala (starszy), 17 września 1867 r. – letnie,
- Theodor Wundt i Jakob Horvay, 28 grudnia 1891 r. – zimowe.